# Tomicodon lavettsmithi
Tomicodon lavettsmithi är en fiskart som beskrevs av Williams och Tyler 2003. Tomicodon lavettsmithi ingår i släktet Tomicodon och familjen dubbelsugarfiskar. Inga underarter finns listade i Catalogue of Life.